# Јаблочкина (кратер)
Кратер Јаблочкина је ударни метеорски кратер на површини планете Венере. Налази се на координатама 48,3° северно и 164,7° западно (планетоцентрични координатни систем +Е 0-360) и са пречником од 64,3 км међу већим је кратерима на површини ове планете.
Кратер је име добио према руској позоришној глумици Александри Јаблочкиној (1866—1964), а име кратера је 1985. усвојила Међународна астрономска унија.